# Mickey Fox
Mickey Fox, pseudonimo di Helen Fox (New York, 8 agosto 1915 – Los Angeles, 9 marzo 1988), è stata un'attrice statunitense.

## Biografia
È stata un'attrice statunitense; non più giovanissima, curiosamente Mickey Fox esordisce nel 1971 in un film Italiano, Trastevere, e doppiata da Lia Curci interpreta il ruolo di una popolana romana, Sora Regina.
Dopo un iniziale ruolo da protagonista in Italia, interpreterà per il resto della sua carriera ruoli pressoché da comprimaria in svariati film e telefilm (alcuni anche poco noti al pubblico internazionale); i ruoli che spesso le vennero affidati furono ritagliati su misura per la sua figura di donna corpulenta e di mezza età.
Probabilmente, i ruoli maggiori che ha ottenuto dopo l'esordio italiano sono state ripetute apparizioni come guest-star nel telefilm La strana coppia, seppur in ruoli sempre diversi per ogni singolo episodio.
Intorno alla metà degli anni ottanta, Mickey Fox non prende più parte a nessuna pellicola cinematografica; muore qualche anno dopo il suo ritiro, all'età di 72 anni.

## Filmografia

### Cinema
- Trastevere, regia di Fausto Tozzi (1971)
- Un marito per Tillie (Pete 'n' Tillie), regia di Martin Ritt (1972)
- Femmine in gabbia (Caged Heat), regia di Jonathan Demme (1974)
- California Poker, regia di Robert Altman (1974)
- F.B.I. e la banda degli angeli (Big Bad Mama), regia di Steve Carver (1974)
- Crazy Mama, regia di Jonathan Demme (1975)
- Eat My Dust, regia di Charles B. Griffith (1976)
- Il fantabus (The Big Bus), regia di James Frawley (1976)
- Spiaggia di sangue (Blood Beach), regia di Jeffrey Bloom (1980)
- Dr. Heckyl and Mr. Hype, regia di Charles B. Griffith (1980)
- Nice Dreams, regia di Tommy Chong (1981)
- Smokey Bites the Dust, regia di Charles B. Griffith (1981)
- Human Higway, regia di Dean Stockwell e Neil Young (1982)
- Tempesta metallica, regia di Charles Band (1983)

### Televisione
- Love, American Style – serie TV, episodio 4x14 (1973)
- Kojak – serie TV, episodio 2x18 (1975)
- La strana coppia (The Odd Couple) – serie TV, 4 episodi (1972-1975)
- Sirota's Court – serie TV, episodio 1x01 (1976)
- Laverne & Shirley – serie TV,  episodio 4x14 (1978)

### Cortometraggi
- The Horse Dealer's Daughter, regia di Robert Burgos (1983)

## Doppiatrici italiane
- Lia Curci in Trastevere